# ちゃんぽん
ちゃんぽんは、「さまざまな物を混ぜること、または混ぜたもの」を意味する言葉であり、そのような料理の名称。特に長崎のものが有名だが、同名の郷土料理が各地に存在する。

## 語源
ちゃんぽんの語の語源は諸説あるが、有力な説は中国語でさまざまな物を混ぜることを意味する「攙（chān）」と、食物を油で炒めて調味料を入れ、すぐに火からおろし煮る料理法を意味する「烹（pēng）」を合わせた「攙烹」とするものである。この説では、おなじく「ごちゃまぜにする」という語義の料理名を持つインドネシア料理のナシチャンプルと同根で、客家系などの華僑によって伝播し各地に定着したとする。
このほか、「攙」を語源とする中でも「攙混」から来ているとする説や、福建語の挨拶「吃飯」もしくは「吃飯了」から来ているとの説、「喰飯」がなまったという説などがある。また、語源集の中には、江戸時代の洒落本に見られる鉦の音（ちゃん）と鼓の音（ぽん）の擬音語をつなげた造語を語源とするものが多くみられる。
なお、「ちゃんぽん」の語は料理としてのちゃんぽんに限らず、「混ぜて飲む」といった意味の俗な表現としても用いられ、例えば異なる種類の酒を一時に飲むことや、医薬品その他の薬物を数種類同時に服用することの形容でよく見られる。これは朝鮮語の「チャンポンハダ」（ちゃんぽんする）も同様である。

## 九州のちゃんぽん

### 長崎

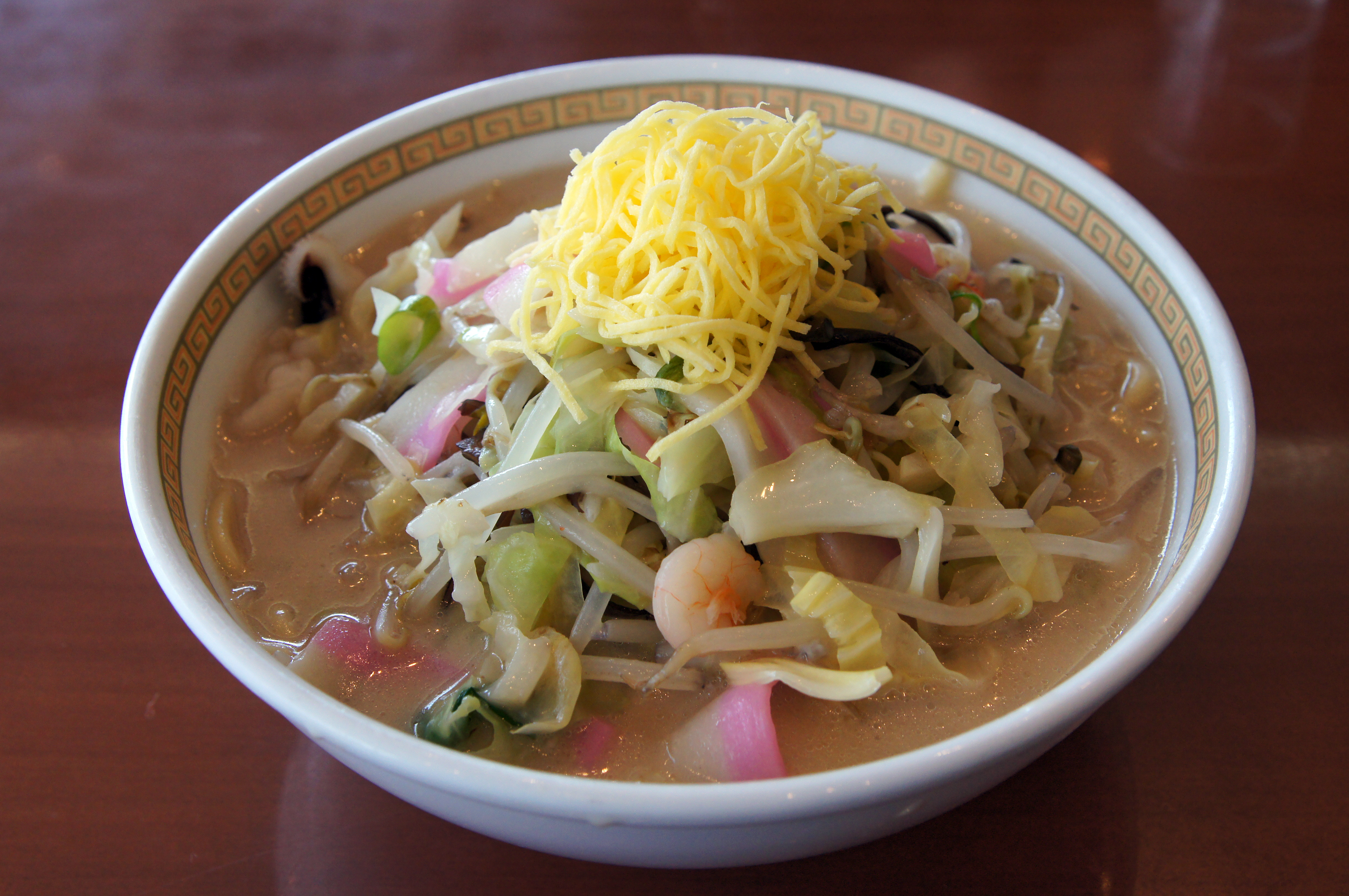
四海樓のちゃんぽん

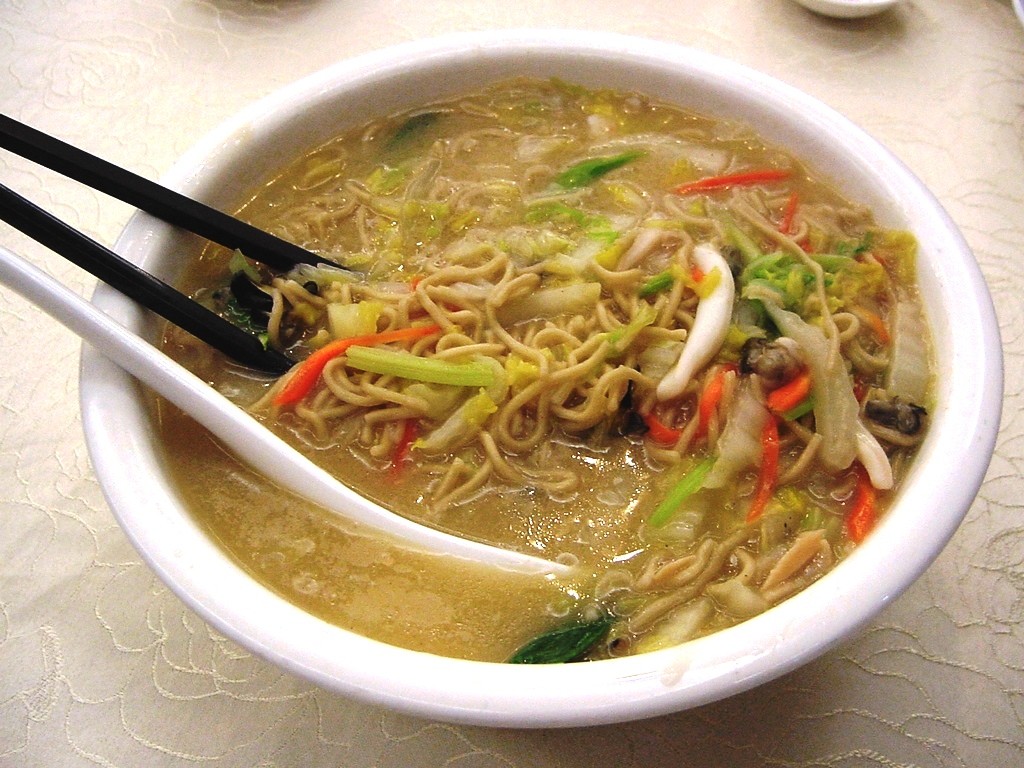
福建料理の海鮮燜麺（数人分）

発祥の地、長崎県長崎市のちゃんぽんは、福建省の福建料理をベースとしている。明治中期、長崎市に現存する中華料理店「四海樓」の初代店主陳平順が、当時日本に訪れていた大勢の清国からの留学生に、安くて栄養価の高い食事をさせるために考案したとされる。一方異説もあり、明治初年には既に長崎人の本吉某が長崎市丸山で、支那饂飩をちゃんぽんの名で売り出していたともいう。1907年（明治40年）に出版された『長崎縣紀要』には「チヤポン」の表記で濃厚な味ながら支那留学生や書生の好物で、すでに市内十数か所で提供されていたことが紹介されている。
豚肉、ネギなどの野菜、蒲鉾など魚肉生産品、十数種の具材をラードで炒め、鶏ガラや豚骨等で取ったスープで味を調える。そこにちゃんぽん用の麺を入れて煮立る（他の中華麺料理との大きな違い）。公正競争規約施行規則別表では、長崎ちゃんぽんは「長崎県内で製造され」また「唐あく」と呼ばれる長崎独特のかん水で製麺したものと規定する。そのため、長崎のちゃんぽん麺は他県で製造されたものと成分が異なり、独特の風味がある。
長崎ちゃんぽんのルーツ福建省の省都福州市に属す福清市には、「燜麺（メンミエン）」と呼ばれる材料・味・見かけ・作り方が似た麺料理があり、現在も広く食べられている。福州語では「燜八（モウンマイッ）」といい、先に鍋で具を炒めてからスープと麺を加えて煮る。

長崎ちゃんぽんは全国的に知られたご当地料理であり、太い麺と具材の多さが特徴であり、麺は切刃番手16番が使われる傾向にある。長崎ちゃんぽんに影響されたと思われる麺料理が日本全国に存在する。特に九州のご当地ちゃんぽんは、スープや具材など長崎ちゃんぽんの特徴を強く引き継いでいる。
さらに豚骨ラーメン発祥の久留米「南京千両」創始者長崎県島原市出身の宮本時男は、郷土料理である長崎ちゃんぽんからヒントを得て豚骨ラーメンを考案したとされており、九州各地の濃厚な豚骨ラーメンも、長崎ちゃんぽんの多大な影響を受けている。
長崎ちゃんぽんが全国的に知られるようになったのには、全国チェーンとなったリンガーハットの影響もある。一方で、ちゃんぽんの具が袋詰めされて、日本各地で販売されていることもあり、家庭でも手軽に作れるようになっている。

### 小浜
長崎県雲仙市小浜町で独自に培われた小浜ちゃんぽんは、豚骨や鶏ガラをベースに特産のカタクチイワシで出汁を取った、まろやかなスープが特徴である。雲仙岳麓にある昔からの温泉地である小浜温泉で、大正時代に長崎ちゃんぽんが小浜、天草へと伝わり、独自の進化を遂げたというのが定説となっている。長らく「小浜ちゃんぽん」という名は特に知られていなかったが、2007年に雲仙市職員である林田真明が地元小浜でちゃんぽんマップを作成したことがきっかけで、小浜ちゃんぽん愛好会が結成された。今では林田真明は「ちゃんぽん番長」の名で知られ、ここ数年小浜ちゃんぽん愛好会の活動を通して全国的に脚光を浴びている。現在、小浜温泉街を中心に15店舗ほどで小浜ちゃんぽんが提供されている。

### 佐賀
佐賀県武雄市や佐賀市では、海鮮具材の代わりに県内特産の蒲鉾（牛津蒲鉾）等を用いたちゃんぽんが提供されることが多い。また、長崎県で提供されるちゃんぽんと比較して盛られる野菜の量が非常に多いことも特徴である。「井手ちゃんぽん」とその暖簾分けである「伊万里ちゃんぽん」がそれぞれ著名で、この系統は九州各地や名古屋、東京などにも出店進出している。また他に「佐賀軒ちゃんぽん」がある。

### 久留米
豚骨ラーメンの発祥店である久留米の「南京千両」は、長崎県島原市出身の創始者宮本時男が、「長崎ちゃんぽん」の豚骨ベースをヒントに考案しており、日本の豚骨ラーメンのルーツである。また、肉、魚介類を抜きにした野菜のみを具材にしたちゃんぽんちゃんどんを提供している店も数多くある。

### 北九州・戸畑

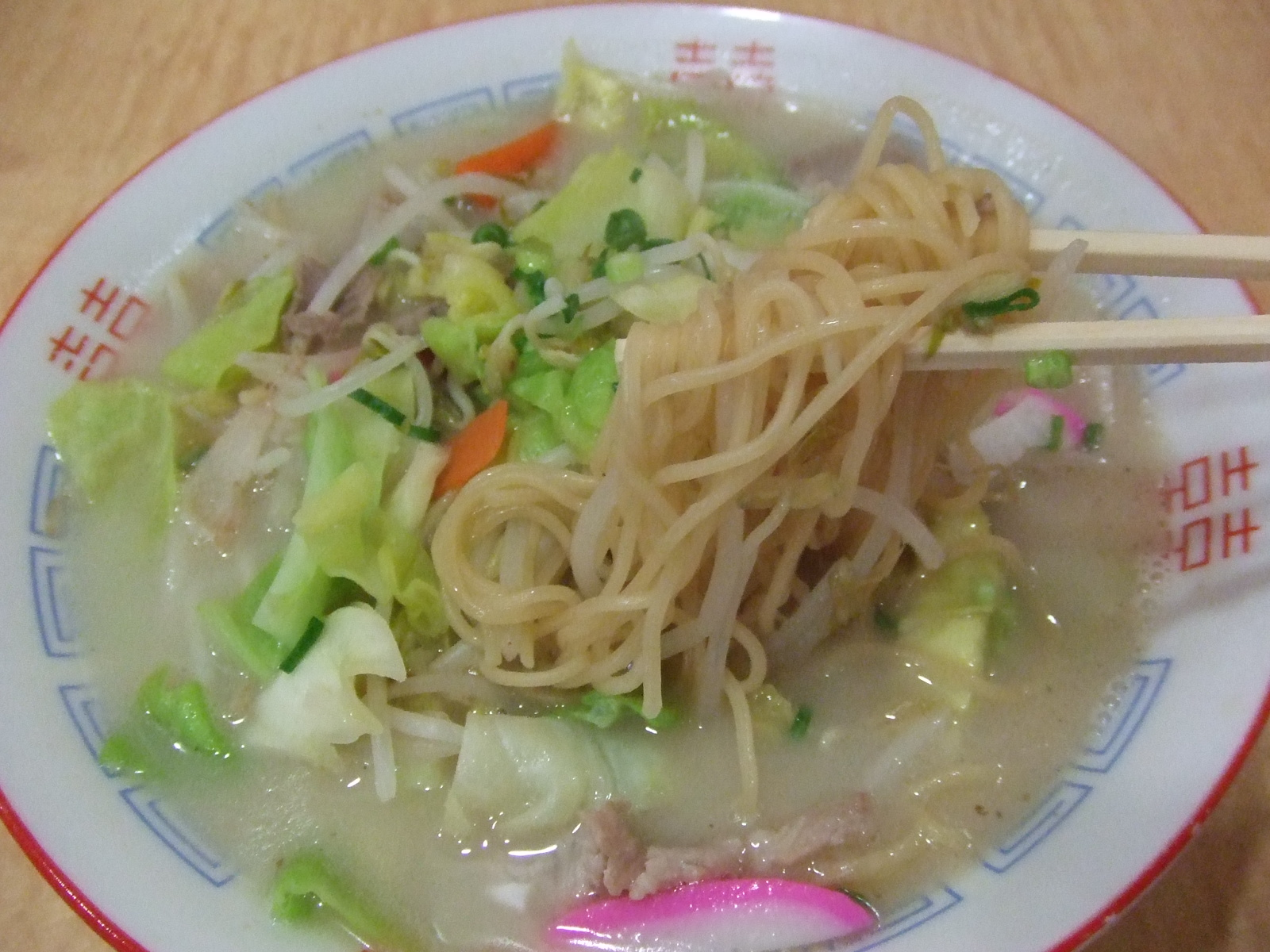
戸畑ちゃんぽん

福岡県北九州市戸畑区のちゃんぽんは、早く作り上げるために細めの蒸し麺が用いられている。

### 天草
熊本県天草諸島はかつて船を介して長崎との交流が盛んであったため、「天草ちゃんぽん」と呼ばれるちゃんぽんが発展した。
天草下島各市町の商工会議所は天草地方の国道3路線（国道266号・国道324号・国道389号）を2006年秋から「天草ちゃんぽん街道」と名付け、町おこしを図っている。

### 水俣
熊本県水俣市は、かつて漁師や海運業者を介して長崎・天草との交流が盛んであった。水俣市浜町の喜楽食堂初代店主・三牧美恵子が昭和25年の開業当時、客として訪れた天草の漁民からちゃんぽんを教えてもらい、材料とイメージだけを基にちゃんぽんを創りあげた。
町おこしとして、2010年に水俣JC水俣青年会議所と共に水俣チャンポン探究会を発足。
水俣でのちゃんぽんの消費量は、月間1万食を超えている。

### 福岡のちゃんぽんうどん
福岡市など西鉄沿線に店舗を持つ「やりうどん」や福岡空港にあった「はち屋（やりうどんに統合）」（いずれも西鉄ストアが経営）などでの人気メニュー。中華麺ではなく、中太で柔らかいうどんを使用した和風だしのもの。カレーちゃんぽんうどんなどの変種も提供されている。
この他にも県内の北九州市や飯塚市などを含め、うどんを使ったちゃんぽんを提供する店が全国各地に点在しているが、スープは必ずしも和風とは限らない。

## 和風スープのちゃんぽん
長崎ちゃんぽんから派生したご当地ちゃんぽんのなかには、和風のあっさりしたスープを特徴とするものが存在する。多くの場合、具材の多さ、やや太めの麺などの特徴は継承しているが、白濁スープと和風スープの違いは味覚的にも視覚的にも大きく、ちゃんぽんというよりもラーメンに近い形態のものもある。

### 彦根

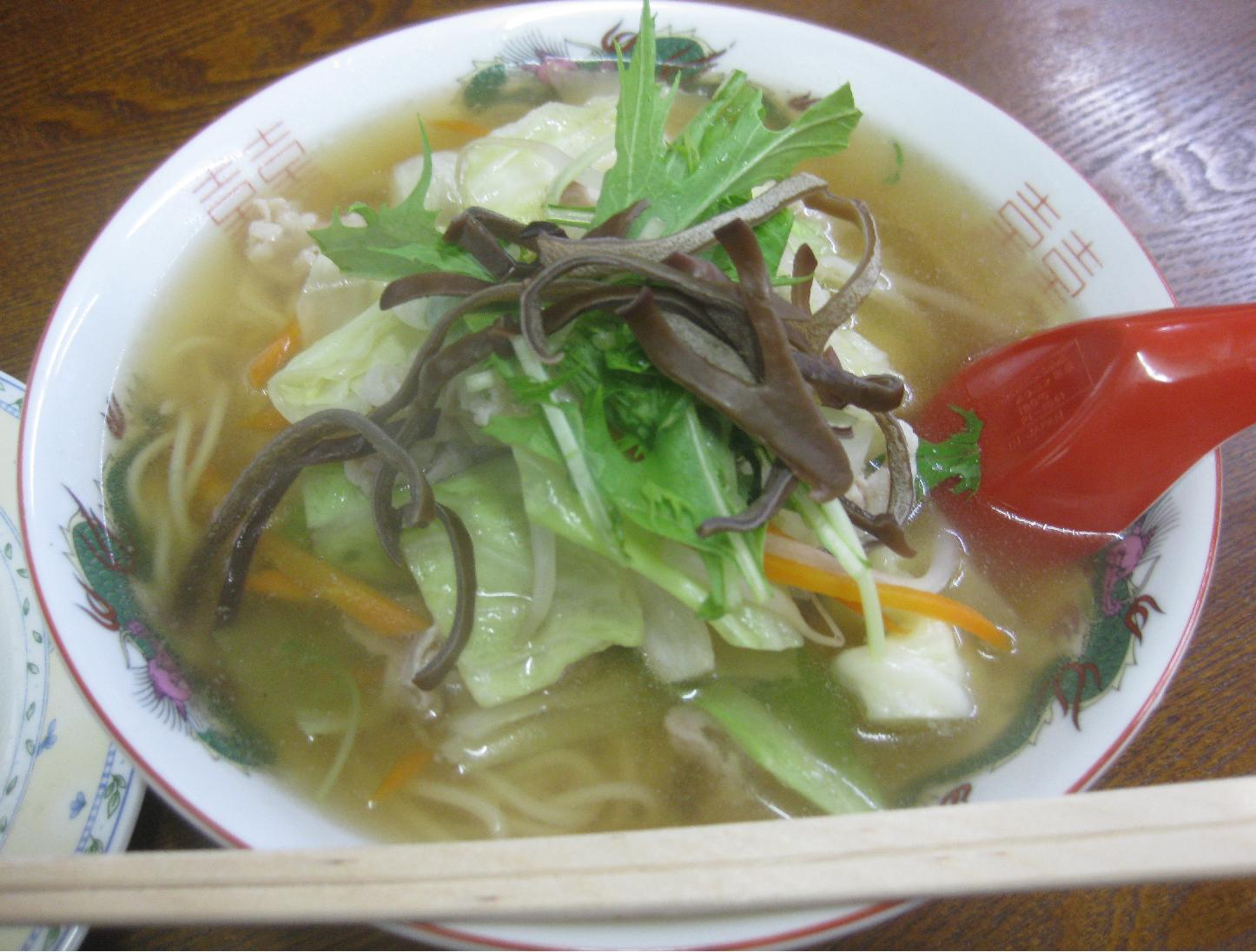
彦根のちゃんぽん

滋賀県彦根市には、鰹・昆布出汁ベースのスープを特徴とするちゃんぽんが存在する。主な具材は中太麺とたっぷりの野菜で、通常は魚介類を入れない。長崎ちゃんぽんと違い、具材は炒めずに煮込む。途中でスープに酢を入れて味に変化を加えるのが定番の食べ方である。
1963年に銀座商店街で開業した食堂「麺類をかべ」の店主が、旅先で食べた長崎ちゃんぽんに触発されて独自に開発した。「麺類をかべ」のちゃんぽんはやがて市内の他の食堂や中華料理店にも広まり、1990年代からは「ちゃんぽん亭総本家」（ドリームフーズ）が「近江ちゃんぽん」のブランド名で県内各地や近隣府県にチェーン展開を行っている。発祥店である「麺類をかべ」は土地の貸借契約切れのために2012年6月末に閉店したが、閉店前に市内の別の場所で2号店を開き、昔ながらの味を継承している。

### 八幡浜

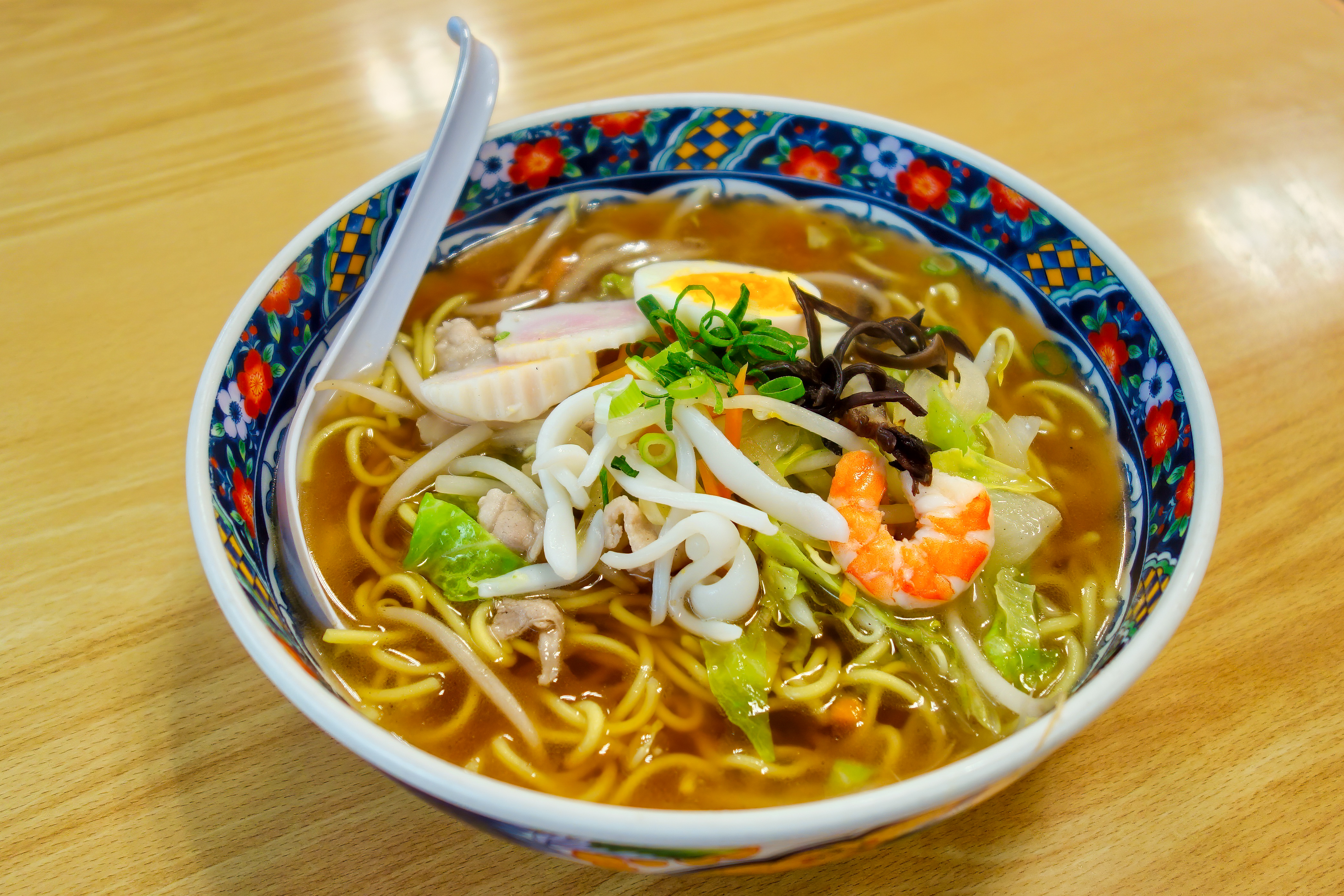
丸山ちゃんぽん（八幡浜市）の「特製ちゃんぽん」

愛媛県八幡浜市でちゃんぽんを出している店は、2014年（平成26年）10月時点で50店舗ほどある。
八幡浜ちゃんぽんの特徴は、鳥ガラや煮干で出汁を取ったあっさりとしたスープに、野菜や豚肉がたっぷり用いられるのが通例である。麺は太めである。肉・野菜と共に、八幡浜の特産品であるじゃこ天などの水産練り製品を使った店が多い。
2006年（平成18年）度から八幡浜商工会議所青年部が中心となって振興に取り組み、ガイドブック『八幡浜ちゃんぽんバイブル』を発刊している。2008年（平成20年）には、期間・地域限定商品としてサークルKサンクスから「八幡浜風ちゃんぽん」が発売された。レトルトの製品も数多い。

## あんかけのちゃんぽん
日本各地に、醤油ベースのスープを餡掛け状にしたちゃんぽんも存在する。兵庫県尼崎市の「尼崎ちゃんぽん（通称「尼チャン」）」、和歌山県由良町の「由良ちゃんぽん」、鳥取県・島根県の「山陰ちゃんぽん」など。

## 秋田のちゃんぽん
秋田県秋田市にある「チャイナタウン」が有名である。どんぶりから溢れんばかりの魚介類と野菜に、大量の餡がかかった味噌味のスープが特徴。

## 沖縄のちゃんぽん

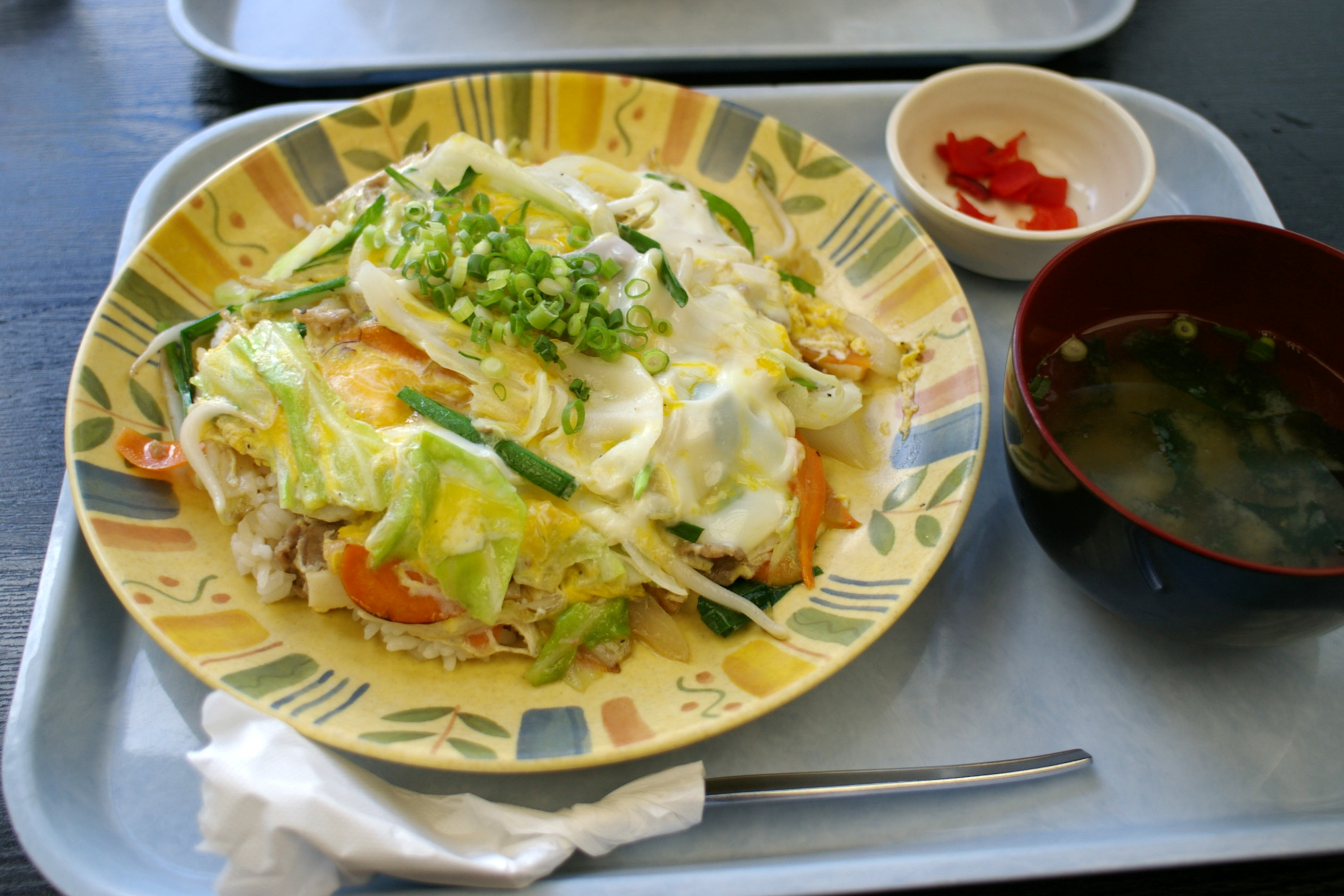
那覇空港食堂のちゃんぽん

日本本土の「ちゃんぽん」は麺料理だが、沖縄県における「ちゃんぽん」とは平皿に盛った米飯の上に野菜炒めの卵とじを載せた米料理である。大衆食堂に見られるメニューで、箸ではなくスプーンを使って食べる。
具材や味付けは店によって異なるが、野菜はキャベツ、ニンジン、モヤシ、タマネギなど、肉類は豚肉の薄切り、缶詰のランチョンミート、コンビーフハッシュなどがよく使われる。

## 高岡のちゃんぽん
富山県高岡市にある蕎麦屋『今庄』では、うどんとそばを一つの丼に入れたものを、「ちゃんぽん」と称している。

## ちゃんぽん焼き

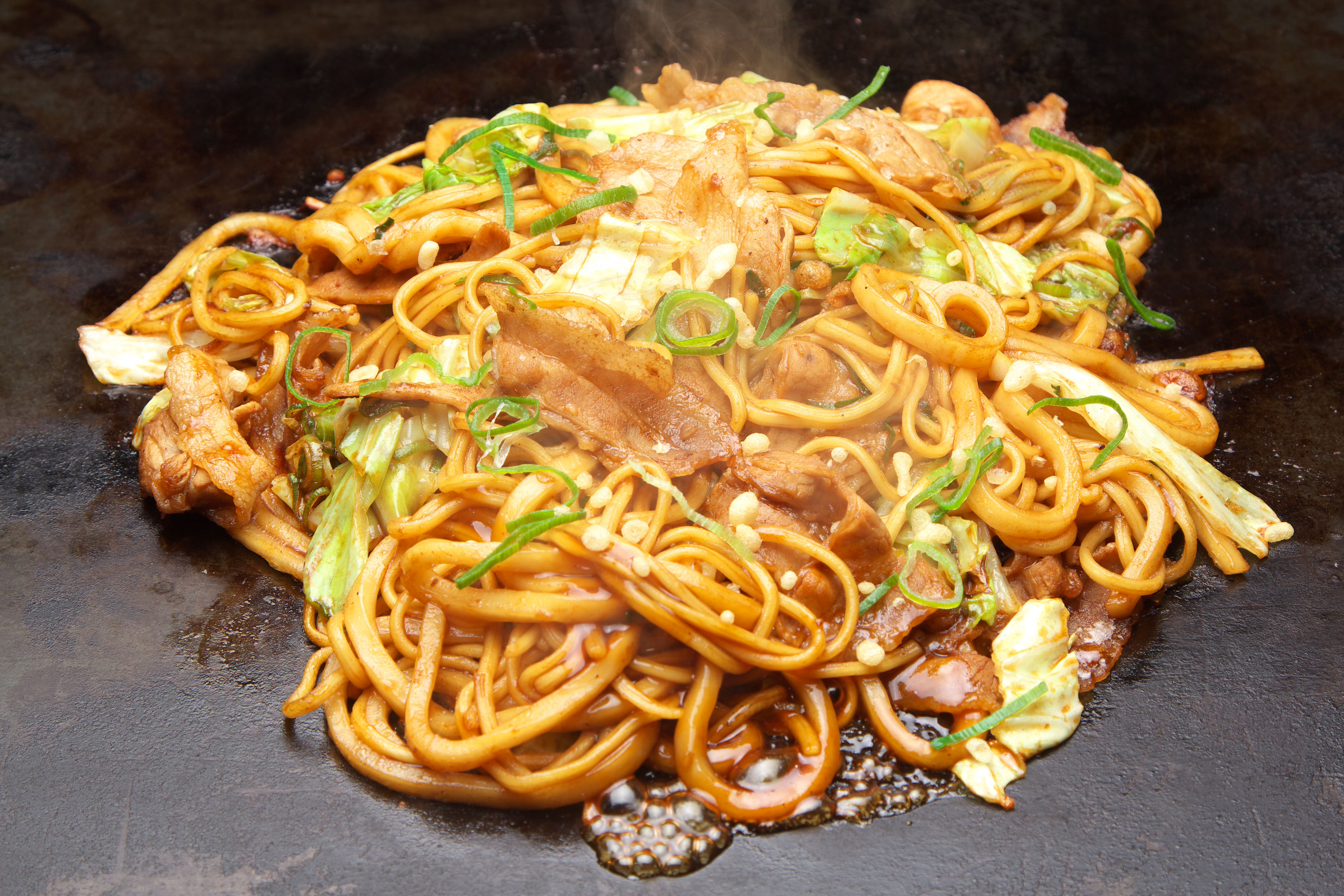
姫路ちゃんぽん焼き（昭和お好み焼き劇場うまいもん横丁）

1950年代から兵庫県姫路市周辺では、うどんと中華麺をウスターソースで焼いた、焼きそばと焼きうどんをあわせたような料理が供されており、これは「ちゃんぽん」もしくは「ちゃんぽん焼き」と呼ばれる。

## 大韓民国のチャンポン

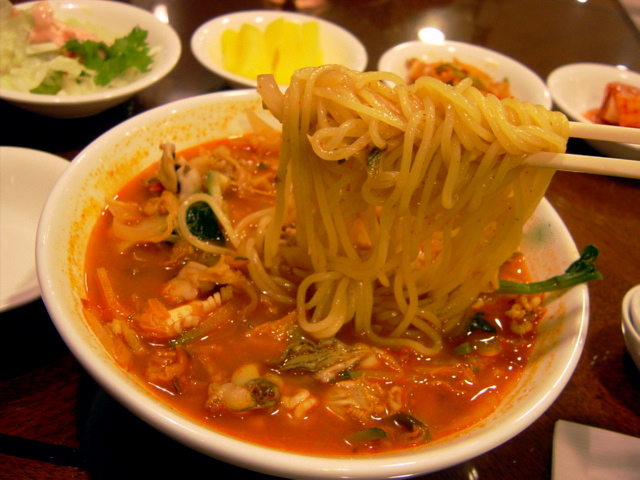
大韓民国のちゃんぽん

大韓民国のチャンポン（朝: 짬뽕）は韓国の中華料理に分類される麺料理で、主に中華料理店で食べられ、チャジャンミョンと並ぶ人気がある。中国の福建式燜麺（メンミエン）が変化して作られた日本の長崎のちゃんぽんと異なり、韓国の仁川のチャンポンは中国の山東式炒碼麺（チャオマミエン）が変化して作られたが、日本統治時代に日本人たちが「清料理店」（当時の中華料理店の呼称）で販売するこの食べ物を見て「ちゃんぽん」と名付けた。
とあるが、韓国の「チャンポン」は1960年代後半から生まれたため、これは嘘である。「女性中央（여성중앙）」1971年1月号の雑誌に、家庭で作れる中華料理のレシピ特集があり、その中に「チャンポン（짬뽕）」のレシピが掲載されている。
以下、原文と日本語訳で説明すると。
【原文】
짬뽕
돼지고기(얇게 썬 것) 50g, 오징어(채 썬 것) 50g, 양파 1/2개, 양배추 1/4통, 호박 1/4개, 당근 1/4개, 부추 약간, 죽순 약간, 닭 육수 2컵, 간장 1큰술, 소금 약간, 후춧가루 약간, 식용유 약간, 면 적당량
(만드는 법)
- ① 돼지고기와 오징어는 식용유에 살짝 볶는다.
- ② 냄비에 닭 육수를 붓고 끓으면 ①의 볶은 고기와 오징어, 채 썬 양파, 양배추, 호박, 당근, 죽순을 넣고 끓인다.
- ③ 간장, 소금, 후춧가루로 간을 맞춘다.
- ④ 면을 삶아 그릇에 담고 ③의 국물을 부은 후 부추를 얹는다.

【日本語訳】
チャンポン
豚肉（薄切り）50g、イカ（細切り）50g、玉ねぎ1/2個、キャベツ1/4個、かぼちゃ1/4個、ニンジン1/4個、ニラ少々、筍少々、鶏ガラスープ2カップ、醤油大さじ1、塩少々、胡椒少々、食用油少々、麺適量
（作り方）
- ① 豚肉とイカは食用油で軽く炒める。
- ② 鍋に鶏ガラスープを入れて沸騰したら、①の炒めた肉とイカ、細切りにした玉ねぎ、キャベツ、かぼちゃ、ニンジン、筍を入れて煮る。
- ③ 醤油、塩、胡椒で味を調える。
- ④ 麺を茹でて器に盛り、③のスープを注いでニラを乗せる。

このように明確に日本の「長崎チャンポン」からの派生料理である。

## 博物館施設
- ちゃんぽんミュージアム（長崎市）